# Outlast (серия игр)
Outlast (с англ. — «Пережить») — серия компьютерных игр в жанре survival horror, разработанных независимой канадской студией Red Barrels.

## Игровой процесс и темы
Большинство игр серии Outlast являются однопользовательскими survival horror с видом от первого лица. В отличие от большинства игр жанра, в играх серии Outlast игровой персонаж безоружен и не может сражаться с врагами, а должен убегать и прятаться от них; его основным орудием является видеокамера с режимом ночного видения — она позволяет делать записи и ориентироваться в темных помещениях. Камера в процессе работы расходует батарейки, которые нужно искать в мире игры.
Outlast и Whistleblower посвящены экспериментам над людьми и попыткам управлять человеческой психикой, прообразом для которых послужил реальный проект «МК-Ультра». В Outlast 2 на первый план выходят религиозные темы, которые, однако, присутствовали и в предыдущих играх.
Для игр характерны «сцены беспомощности» — моменты, в которых игровой персонаж попадает в руки того или иного антагониста и подвергается какой-то пытке — в Outlast доктор Трагер приковывает героя к инвалидной коляске и отрезает ему пальцы ржавыми ножницами; в Whistleblower сумасшедший пациент укладывает раздетого догола героя на распилочный стол с дисковой пилой и пытается отрезать ему гениталии; в Outlast 2 протагониста распинают на кресте.

## Игры
| 2013 | Outlast                |
| 2014 | Outlast: Whistleblower |
| 2015 |                        |
| 2016 |                        |
| 2017 | Outlast 2              |
| 2018 |                        |
| 2019 |                        |
| 2020 |                        |
| 2021 |                        |
| 2022 |                        |
| 2023 |                        |
| 2024 | The Outlast Trials     |

### Outlast
Главный герой игры, журналист-расследователь Майлз Апшер, проникает в стоящую в горах психиатрическую лечебницу «Маунт-Мэссив»: ему сообщили о незаконных экспериментах над людьми, которые в клинике проводит некая корпорация «Мёркофф». На месте он обнаруживает, что пациенты вырвались на свободу и расправились с охраной; Майлз не может с ними сражаться и должен убегать или прятаться в шкафах и под кроватями; в своём пути по лечебнице Апшер пытается и выжить, и продолжать расследование.

### Outlast: Whistleblower
Whistleblower представляет собой загружаемое дополнение к Outlast, рассчитанное примерно на два часа игры. Игровой персонаж Вейлон Парк — сотрудник службы безопасности корпорации «Мёркофф»; именно он в первой игре серии «сливает» журналисту Майлзу информацию о происходящем в лечебнице «Маунт-Мэссив». В наказание его самого делают подопытным для «морфогенетического кондиционирования», но к моменту побега Вальридера и других пациентов он все ещё сохраняет рассудок. Как и Майлз в основной игре, Вейлон безоружен и пользуется видеокамерой с режимом ночного видения; по сравнению с Outlast, Whistleblower рассчитана на более динамичное прохождение и изображает более кровавые сцены насилия, в том числе и сексуального.

### Outlast 2
Журналист Блейк Лангерманн с женой Линн, расследуя дело об убийстве беременной женщины, отправляются на вертолёте в пустыню Сонора на юго-западе США; после крушения вертолёта Линн похищают, и Блейк должен её разыскивать; как и Майлз в первой игре, он безоружен и использует видеокамеру с режимом ночного видения. В Outlast 2 значительная часть действия происходит под открытым небом, среди кукурузных полей и заброшенных хижин; локации намного больше и просторнее, чем в первой игре серии, и от врагов — религиозных фанатиков — проще убежать и спрятаться, но и тяжелее заметить их приближение.

### The Outlast Trials
Первая многопользовательская игра в серии — она рассчитана на группу до четырёх игроков. Однако, прохождением можно заняться и в однопользовательском режиме. Действие The Outlast Trials происходит во времена холодной войны. Герои игры — «реагенты», подопытные, похищенные корпорацией «Мёркофф» для жестоких экспериментов на людях. Противники в этой игре — также подопытные-узники, часто безумные и обезображенные экспериментами; в испытаниях на выживание игровые персонажи должны стараться перегнать их, сбить со следа и перехитрить.

## История разработки
Студия Red Barrels была основана Давидом Шатонёфом, Юго Даллером и Филиппом Мореном — выходцами из студий Ubisoft Montreal и EA Montreal. Ещё во времена работы в Ubisoft Montreal в 2009 году Морен и Шатонёф предлагали руководству идею хоррор-игры, но получили отказ: считалось, что такая игра не сможет привлечь большую аудиторию. Позже другой проект, над которым они работали в EA Montreal, был отменен руководством, и разработчики решили создать собственную студию — это обеспечило бы им творческую свободу. Шатонёф, Даллер и Морен хотели работать над однопользовательской игрой в жанре action-adventure, но подобный проект в 2011 году был не слишком интересен крупным издателям и сильно отличался от типичных для того времени инди-игр. Студия полтора года искала инвесторов, получая отказы, и, наконец, получила грант от Медиафонда Канады; основатели студии прибавили к этой сумме собственные сбережения и займы, а также привлекли к созданию игры сторонних подрядчиков по низким ставкам, обещая им процент от будущих продаж.
Бюджет разработки Outlast составил 1,36 миллиона канадских долларов, и к сентябрю 2013 года, когда игра была наконец-то выпущена, эти деньги были практически истрачены. Студия использовала доход от продаж первоначально выпущенной версии игры для персональных компьютеров, чтобы создать ранее анонсированное дополнение Whistleblower, а также разработать версию Outlast для игровых консолей — она была выпущена эксклюзивно для PlayStation 4, где была доступна по подписке PlayStation Plus. За эту версию студия получила от компании Sony фиксированную сумму, а не постоянные поступления от продаж — это решение далось разработчикам нелегко и было принято голосованием, где голоса разделились почти поровну. Морен считал, что благодаря подписке игра приобрела намного большую известность, чем если бы её продавали обычным образом: подписка была новым и непривычным явлением, и игр такого уровня качества, как Outlast, в ней было мало. Благодаря подписочной модели Outlast попала во внимание онлайн-стримеров, которые как раз в это время превратились в новую и растущую силу в маркетинге компьютерных игр — продажи игры росли с каждым годом, генерируя постоянную прибыль для студии.
Хотя первоначальные планы студии на игру-продолжение Outlast 2 были достаточны скромными, доходы от Outlast позволили заметно увеличить бюджет сиквела — он составил уже 7 миллионов канадских долларов, и разработка была продлена на полгода сверх первоначально объявленной даты выхода. Морен говорил об Outlast 2, что студия впервые могла полностью контролировать процесс создания собственной игры и работать до тех пор, пока у них не вышла именно та игра, которую они хотели. Outlast 2 была выпущена в апреле 2017 года. Уже в 2018 году разработчики заявляли о некоторой усталости от серии и желании заняться чем-то совсем другим по геймплею — но в той же вымышленной вселенной.

## Другие медиа

#### Комиксы
В 2016 году, в преддверии выхода Outlast 2, разработчики выпустили серию комиксов The Murkoff Account. Её героем является психопат Крис Уокер, появлявшийся как антагонист в Outlast и Whistleblower.

### Экранизация
30 октября 2024 года на хоррор-портале Bloody Disgusting было объявлено о начале работы над экранизацией Outlast. Фильмом займётся киностудия Lionsgate. Продюсером картины станет Рой Ли, а сценарий напишет Джей Ти Петти.

## Отзывы критиков
| Игра                   | Metacritic                                     |
| ---------------------- | ---------------------------------------------- |
| Outlast                | PC: 80/100 PS4: 78/100 XONE: 80/100 NS: 77/100 |
| Outlast: Whistleblower | PC: 69/100 PS4: 74/100                         |
| Outlast 2              | PC: 75/100 PS4: 68/100 XONE: 77/100 NS: 79/100 |

В целом серия получила благоприятные отзывы, согласно агрегатору рецензий Metacritic.
Outlast (2013) была представлена на Electronic Entertainment Expo 2013 и победила в номинациях «Most Likely to Make you Faint» и «Best of E3». Стала победителем на сайте игромания, в номинации «ужасы года», в 2013 году.
Outlast 2 (2017) была номинирована на премию National Academy of Video Game Trade Reviewers Awards в категории «Звук».

### Продажи
Летом 2018 года, благодаря уязвимости в защите Steam Web API, стало известно, что точное количество пользователей сервиса Steam, которые играли в Outlast хотя бы один раз, составляет 2 813 619 человек, а в Outlast 2 387 821 человек. К маю 2018 года совокупные продажи всех игр серии на всех платформах превысили 15 миллионов копий, которые принесли студии 64 миллиона канадских долларов — из них 45 миллионов получили напрямую разработчики, а остаток достался дистрибьюторам.